# ديمتري بوجدانوف
ديمتري بوجدانوف (بالروسية: Дмитрий Анатольевич Богданов)‏ هو منافس ألعاب قوى روسي، ولد في 11 أبريل 1979 في سانت بطرسبرغ في روسيا.

## وصلات خارجية
- ديمتري بوجدانوف على موقع الاتحاد الدولي لألعاب القوى (الإنجليزية)
- ديمتري بوجدانوف على موقع أوليمبيديا (الإنجليزية)